# Scinax altae
Scinax altae es una especie de anfibios de la familia Hylidae. Es endémica de Panamá.
Sus hábitats naturales incluyen bosques tropicales o subtropicales secos, sabanas secas, zonas secas de arbustos, praderas a baja altitud, marismas intermitentes de agua dulce, plantaciones, jardines rurales y zonas previamente boscosas ahora muy degradadas
Está amenazada de extinción por la destrucción de su hábitat natural.